# Adriana Aparecida dos Santos
Adriana Aparecida dos Santos, conosciuta semplicemente come Adriana (São Bernardo do Campo, 18 gennaio 1971), è un'ex cestista brasiliana.

## Carriera
Con il Brasile ha disputato tre edizioni dei Giochi olimpici (Barcellona 1992, Atlanta 1996, Sydney 2000), tre dei Campionati mondiali (1994, 1998, 2002) e tre dei Campionati americani (1997, 1999, 2001).